# Anna Burns
Anna Burns (Belfast, 1962. március 7. –) észak-ír írónő. Milkman című regénye elnyerte a 2018-as Booker-díjat, a 2019-es politikai fikcióért járó Orwell-díjat és a 2020-as Nemzetközi Dublini Irodalmi Díjat.

## Életrajz
Belfastban született, és a munkásosztály katolikus Ardoyne kerületében nőtt fel. A St. Gemma Gimnáziumba járt. 1987-ben Londonba költözött. 2014-ben East Sussexben él, az angol déli partvidéken.

## Munkái
Első regénye, a No Bones egy lány életéről szól, aki Belfastban nőtt fel a bajok (the Troubles) idején. A diszfunkcionális család a regényben az észak-ír politikai helyzetet szimbolizálja. A No Bones elnyerte a 2001-es Winifred Holtby-emlékdíjat, amelyet a Royal Society of Literature adományozott az év legjobb regionális regényének az Egyesült Királyságban és Írországban. Az észak-ír irodalmon belüli gondokat bemutató regények közül a No Bones fontos alkotásnak számít, és James Joyce Dublini emberekéhez hasonlították, mert megragadta a belfasti lakosság mindennapi nyelvét.
Második regényét, a Little Constructions-t 2007-ben adta ki a Fourth Estate (a HarperCollins lenyomata). Ez egy sötéten komikus és ironikus mese, amelynek középpontjában egy bűnözői összefonódó családból származó nő áll, aki a megtorlás küldetését végzi.
2018-ban Burns elnyerte a Booker-díjat a Milkman című harmadik regényéért, így ő lett az első észak-ír író, aki elnyerte a díjat. A ceremónia után a Graywolf Press bejelentette, hogy 2018. december 11-én kiadja a Milkmant az Egyesült Államokban. A Milkman a The Troubles katonai konfliktus idején játszódik az 1970-es években, ahol a narrátor egy meg nem nevezett 18 éves lány, akit "középső nővérként" ismernek és akit egy idősebb félkatonai figura, Milkman üldöz.
2021-ben a Royal Society of Literature (FRSL) tagjává választották.

## Bibliográfia

### Regények
- No Bones (2001)
- Little Constructions (2007)[18]
- Milkman (2018)[19]
  - Tejes – Scolar, Budapest, 2020 · ISBN 9789635090983 · Fordította: Greskovits Endre

### Novellák
- Mostly Hero (2014)[20]

## Díjai
- 2001 Winifred Holtby Memorial Prize(wd), Winner (No Bones)[21]
- 2002 Orange Prize, Shortlisted (No Bones)[22]
- 2018 National Book Critics Circle Award(wd) for Fiction,[23] Winner (Milkman)
- 2018 Booker Prize,[24] Winner (Milkman)
- 2019 Women's Prize for Fiction, shortlisted
- 2019 Orwell Prize, winner (Milkman)
- 2020 Christopher Ewart-Biggs Memorial Prize(wd) 2018/2019, for Milkman
- 2020 International Dublin Literary Award(wd), for Milkman[25]
- 2022 City Lit Fellowship Award

## Fordítás
- Ez a szócikk részben vagy egészben  az   Anna Burns című angol Wikipédia-szócikk fordításán alapul.  Az eredeti cikk szerkesztőit annak laptörténete sorolja fel. Ez a jelzés csupán a megfogalmazás eredetét és a szerzői jogokat jelzi, nem szolgál a cikkben szereplő információk forrásmegjelöléseként.